# Merana
Merana – miejscowość i gmina we Włoszech, w regionie Piemont, w prowincji Alessandria.
Według danych na styczeń 2010 gminę zamieszkiwało 185 osób przy gęstości zaludnienia 19,8 os./1 km².